# PFL Cup 2019
Der PFL Cup 2019, auch als Copa Paulino Alcantara 2019 bekannt, war die zweite Austragung des philippinischen Fußballwettbewerbs. Der Pokalwettbewerb, der von der Philippine Football Federation organisiert wurde, wird seit 2018 jährlich ausgetragen. Titelverteidiger war Kaya FC-Iloilo, der 2018 den Pokal gewann.

## Teilnehmende Mannschaften
| Philippines Football League                                                                                              | Gastmannschaft    |
| - Ceres-Negros FC - Green Archers United - Kaya FC-Iloilo - Philippine Air Force FC - Mendiola FC 1991 - Stallion Laguna | - Philippinen U22 |

## Gruppenphase

### Gruppe A
| Pl. | Verein               | Sp. | S | U | N | Tore    | Diff. | Punkte |
| --- | -------------------- | --- | - | - | - | ------- | ----- | ------ |
| 1.  | Ceres-Negros FC      | 3   | 2 | 1 | 0 | 008:300 | +5    | 07     |
| 2.  | Mendiola FC 1991     | 3   | 1 | 2 | 0 | 008:400 | +4    | 05     |
| 3.  | Philippinen U22      | 3   | 1 | 1 | 1 | 004:400 | ±0    | 04     |
| 3.  | Green Archers United | 3   | 0 | 0 | 3 | 000:600 | −6    | 0      |

#### Spiele
| Datum            |                      | Ergebnis |                      |
| ---------------- | -------------------- | -------- | -------------------- |
| 26. Oktober 2019 | Ceres-Negros FC      | 2:2      | Mendiola FC 1991     |
| 27. Oktober 2019 | Green Archers United | 0:1      | Philippinen U22      |
| 30. Oktober 2019 | Philippinen U22      | 1:2      | Ceres-Negros FC      |
| 30. Oktober 2019 | Mendiola FC 1991     | 1:0      | Green Archers United |
| 6. November 2019 | Ceres-Negros FC      | 4:0      | Green Archers United |
| 6. November 2019 | Mendiola FC 1991     | 2:2      | Philippinen U22      |

### Gruppe B
| Pl. | Verein                  | Sp. | S | U | N | Tore    | Diff. | Punkte |
| --- | ----------------------- | --- | - | - | - | ------- | ----- | ------ |
| 1.  | Kaya FC-Iloilo          | 2   | 1 | 1 | 0 | 006:100 | +5    | 04     |
| 2.  | Stallion Laguna         | 2   | 1 | 1 | 0 | 003:200 | +1    | 04     |
| 3.  | Philippine Air Force FC | 2   | 0 | 0 | 2 | 001:700 | −6    | 0      |

#### Spiele
| Datum            |                         | Ergebnis |                         |
| ---------------- | ----------------------- | -------- | ----------------------- |
| 26. Oktober 2019 | Kaya FC-Iloilo          | 5:0      | Philippine Air Force FC |
| 30. Oktober 2019 | Philippine Air Force FC | 1:2      | Stallion Laguna         |
| 6. November 2019 | Stallion Laguna         | 1:1      | Kaya FC-Iloilo          |

## Halbfinale
| Datum             |                 | Ergebnis |                  |
| ----------------- | --------------- | -------- | ---------------- |
| 10. November 2019 | Kaya FC-Iloilo  | 3:0      | Mendiola FC 1991 |
| 10. November 2019 | Ceres-Negros FC | 4:3      | Stallion Laguna  |

## Finale
| Datum             |                 | Ergebnis |                |
| ----------------- | --------------- | -------- | -------------- |
| 16. November 2019 | Ceres-Negros FC | 2:1      | Kaya FC-Iloilo |

### Spielstatistik
| Paarung         | Ceres-Negros FC – Kaya FC-Iloilo |
| Ergebnis        | 2:1 (1:0) |
| Datum           | 16. November 2019 um 17:00 Uhr UTC+9 |
| Stadion         | Biñan Football Stadium, Biñan |
| Schiedsrichter  | Clifford Daypuyat |
| Tore            | 1:0 Robert Lopez Mendy (30.) 2:0 Tristan Robles (68.) 2:1 Kenshiro Daniels (85.) |
| Ceres-Negros FC | Roland Müller – Angelo Marasigan, Dennis Villanueva, Dylan de Bruycker, James Younghusband, Junior Muñoz, Joshua Dutosme, Miguel Tanton, Robert Lopez Mendy, Takashi Odawara, Tristan Robles Cheftrainer: Risto Vidaković ( Serbien) |
| Kaya FC-Iloilo  | Louie Casas – Jalsor Soriano, Masanari Omura, Audie Menzi, Chy Villaseñor, Darryl Roberts, Alfred Osei, Jayson Panhay, Jovin Bedic , Kenshiro Daniels, Jordan Mintah Cheftrainer: Noel Marcaida ( Philippinen)                       |

#### Auswechselspieler
| Auswechselspieler                                             | Auswechselspieler                                                                                            |
| ------------------------------------------------------------- | --- |
| Ceres-Negros FC                                               | Kaya FC-Iloilo                                                                                               |
| - Charles Barberan - Florencio Badelic Jr. - Ronilo Bayan Jr. | - Nathanael Villanueva - Carmelo Tacusalme - Connor Tacagni - Marwin Angeles - Eric Giganto - Arnie Pasinabo |